# Augustin Kolberg

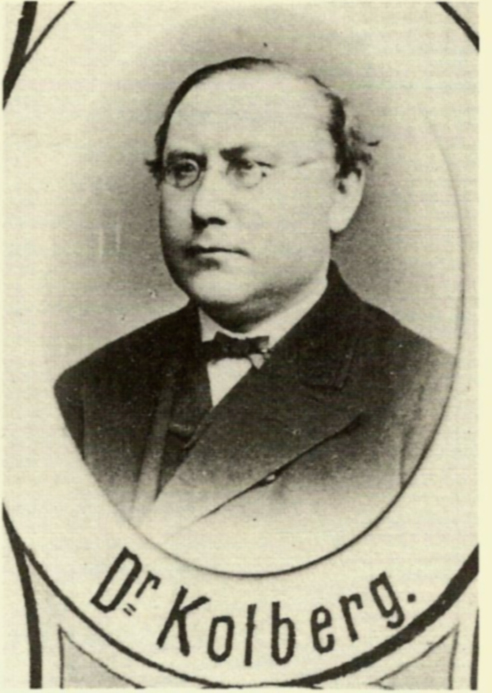
Augustin Kolberg

Augustin Kolberg (* 31. Januar 1835 in Tolkemit; † 6. Februar 1909 in Frauenburg) war katholischer Theologe, Geschichtsforscher  und Mitglied des Deutschen Reichstags.

## Leben
Augustin Kolberg besuchte das Gymnasium und das Lyceum Hosianum in Braunsberg. Er studierte Theologie und kanonisches Recht am Päpstlichen Seminar in Rom. 1858 wurde er zum Priester geweiht. Danach war er Subregens und Bibliothekar im Priesterseminar Braunsberg und ab 1899 Domdekan in Frauenburg. Ab 1877 bis 1885 war er Landtags-Abgeordneter für den Wahlkreis Königsberg 5 (Braunsberg - Heilsberg).
Von 1881 bis 1884 war er für die Deutsche Zentrumspartei Mitglied des Deutschen Reichstags für den Reichstagswahlkreis Regierungsbezirk Königsberg 6 (Braunsberg-Heilsberg).
Kolberg veröffentlichte eine Reihe wertvoller Beiträge über die Geschichte Ermlands und über Adalbert von Prag.

## Schriften (Auswahl)
- Die Secte der Protestkatholiken gegenüber der katholischen Kirche. Eduard Peter, Braunsberg/Leipzig 1871 (Google Books) (Digitalisat der Bayerischen Staatsbibliothek).
- Ermland als churbrandenburgisches Fürstenthum in den Jahren 1656 und 1657, in: Zeitschrift für die Geschichte und Altertumskunde Ermlands, Band 12, Braunsberg 1899, S. 431–566 (Google Books).
- Die Zantirburg, die Zantirkathedrale und das Zantirwerder bei Marienburg im 13. Jahrhundert. In: Zeitschrift für Geschichte und Altertumskunde des Ermlands, Band 16, 2. Teil, 1907, S. 1–72.